# ヴィオラ (アルバニア人歌手)
ヴィオラ（アルバニア語:Viola、本名:Viola Syla）は、コソボのアルバニア人歌手。

## 人物[1]
- 元々は、コソボのドレニカ（英語版）出身のアルバニア人だが、スウェーデンに移住した。
- 子供の頃からコンサートや子どもの祭りに参加しており、スウェーデンで多くの崇拝者を抱えてきまた。
- コソボで歌手活動を始め、キャリアを積んだ。
- 2006年から、毎年のように新作アルバムをリリースし続けられるほどの人気である。
- 夫がマネージャーをしている。

## ディスコグラフィー

### アルバム[2][3]
- Sikur Ty Nuk Gjeta（2006年）
- S'dua（2007年）
- Unaza（2008年）
- Si Me Ty, Si Pa Ty（2009年）
- Per Ty Po Vuaj（2010年）
- Te Behem Lot（2011年）
- Ki Kujdes Se Nuk Pres（2012年）
- Shpirt E Zemer（2013年）
- E Deshta（2014年）
- Per Ju E Kalli（2015年）
- Pike Ne Zemer（2016年）